# NewSpace
NewSpace とは、従来の政府主導によって進められてきた宇宙開発とは一線を画する異業種からの参入やベンチャー企業や民間宇宙団体等の新興勢力によって進められる宇宙開発。

## 概要
冷戦の終結後、規制緩和や技術革新により、参入障壁が下がり、各国で従来の政府主導の宇宙開発を担ってきた航空宇宙産業とは異なる業種からの参入や宇宙開発に特化したベンチャー企業の設立が相次いでいる。これらの一連の宇宙開発はNewSpaceと称される。それらの企業は政府からの支援に頼らず主に民間資本によって運営される。現在1.2兆円規模の市場を2030年代には市場規模2.5兆円への成長を目標にしている。

## 歴史
民間主導による宇宙開発は挫折の歴史といっても過言ではなく、これまで幾多の企業が参入してきたが一部を除き、大部分が資金難に陥り、廃業、身売りを余儀なくされている。一例としてロケットプレーン・キスラーはK-1ロケットを開発していたが、2010年7月に倒産、資産は、2011年12月にスペースアセットLLCに買い取られた。アルマジロ・エアロスペースは垂直離着陸ロケットを開発していたものの、2013年に活動を休止した。2018年現在、商業的に成功を収めつつあるのはスペースX等一部に限られる。

### 主な宇宙ベンチャー企業
- スペースX
- ブルーオリジン
- ヴァージン・ギャラクティック
- スペースシステムズ/ロラール
- シエラ・ネヴァダ・コーポレーション
- ロケット・ラボ
- ワンウェブ

#### 日本の主な宇宙ベンチャー企業
- アクセルスペース
- ALE
- インターステラテクノロジズ
- ispace
- PDエアロスペース

## 文献
- 最後のフロンティア・宇宙ビジネス ISBN 9784492800409
- 宇宙ビジネス入門: NewSpace革命の全貌 ISBN 4822255042
- 宇宙ビジネス第三の波: NewSpaceを読み解く ISBN 4526078441
- New Space Markets  ISBN 9789401150309